# Giulio Mazzalupi
Giulio Mazzalupi, född 27 september 1940, är en italiensk ingenjör och företagsledare som till stor del varit verksam i Sverige.
Mazzalupi har sin ingenjörsutbildning i gruvteknik från Roms universitet och anställdes vid Atlas Copco 1971. Han blev 1991 chef för affärsområdet Kompressorteknik och var från 1997 till 2002 verkställande direktör och koncernchef för Atlas Copco. Sedan 1999 har han suttit i styrelsen för Parker Hannifin.